# Хітрешть
Хітрешть (рум. Hitrești) — село у Фалештському районі Молдови. Входить до складу комуни, адміністративним центром якої є село Серата-Веке.

## Населення
За даними перепису населення 2004 року у селі проживали 589 осіб.
Національний склад населення села:
| Національність       | Кількість осіб | Відсоток   |
| -------------------- | -------------- | ---------- |
| українці             | 304            | 51,6%      |
| молдавани румуни     | 259 2          | 44,0% 0,3% |
| росіяни              | 19             | 3,2%       |
| гагаузи              | 4              | 0,7%       |
| інша / без відповіді | 1              | 0,2%       |
| Всього               | 589            | 100%       |